# 이백순
이백순(李泊淳, 1909년 2월 18일 ~ 1990년 3월 9일)은 일제강점기의 관료이자 대한민국의 공무원이다. 일제강점기에 진동보통학교 교직원으로 근무하다가 관료로 전직, 의령군청 삼림주사, 교화주사를 역임하고 해방 후에는 마산시청, 동래군청의 내무과장과 경남 동래군수, 창녕군수, 울주군수, 김해군수, 부산시 부시장, 강원 양구군수, 경상남도선관위 부위원장 등을 역임했다.

## 경력
- 경상남도 부산시 영수안동 371번지 출생, 이후 같은 곳에서 계속 거주하였다.
- 1934년 ~ 1936년 경상남도 창원 진동보통학교 촉탁교원(囑託敎員)
- 1937년 경상남도 의령군청 지방삼림주사(地方森林主事)
- 1938년 ~ 1939년 경상남도 의령군청 지방교화주사(地方敎化主事)
- 마산시청 내무과장
- 동래군청 내무과장
- 1952년 강원도청 산업국 농무과 지방기사
- 1952년 경상남도 동래군수
- 경상남도 창녕군수
- 경상남도청 공보과장
- 경상남도 동래군수
- 1953년 7월 7일 ~ 1954년 12월 1일 경상남도 울주군수
- 경상남도 김해군수
- 부산시 부시장
- 1967년 12월 2일 ~ 1970년 8월 18일 강원도 양구군수
- 1971년 경상남도 선거관리위원회 부위원장[1]
- 1987년 9월 12일 중앙대학교 재단 이사[2]
- 중앙문화학원 제단 이사
- 1989년 3월 9일 부산직할시 동래구 낙민동 한양아파트 2동 703호 자택에서 사망[3]

## 수상 경력
- 1984년 5월 9일 모범가정 표창 수상[4]